# Widzów
Widzów – wieś w Polsce, położona w województwie śląskim, w powiecie częstochowskim, w gminie Kruszyna. Jest największą miejscowością pod względem liczby ludności w gminie.
W latach 1975–1998 wieś administracyjnie należała do województwa częstochowskiego.
4 września 1939 żołnierze Wehrmachtu zamordowali w egzekucji 14 mieszkańców wsi.

## Integralne części wsi
| SIMC    | Nazwa      | Rodzaj    |
| ------- | ---------- | --------- |
| 0136946 | Chmielówka | część wsi |

## Stadnina koni
W Widzowie znajduje się stadnina koni, która pod koniec XIX i na początku XX wieku należała do Lubomirskich.

## Klub sportowy
W Widzowie działa również klub sportowy ULKS „Polonia-Unia Widzów”, obecnie klub gra w B klasie. Klub działa nieprzerwanie od 1948 roku.

## Zabytki
Na terenie miejscowości znajdują się obiekty wpisane do rejestru zabytków nieruchomych województwa śląskiego:
- budynek kościoła pw. Nawiedzenia Najświętszej Maryi Panny przy ul. Kościelnej, wzniesiony w 1910 r., położony na działce ewidencyjnej nr 394/1, obr. 0011 Widzówek (nr rej. A/1364/24 z 19 marca 2024); zakres wpisu do rejestru zabytków obejmuje budynek kościoła wraz z najbliższym otoczeniem obejmującym teren całej działki ewidencyjnej nr 394/1, ob. 0011 Widzówek;
- zespół zabudowy folwarku w Widzowie, gm. Kruszyna, z ok. 1900 r., w rejonie ul. Żwirki i Wigury, obejmujący:
  - zespół stajni wraz z budynkiem gospodarczym (dawna wieża ciśnień),
  - budynek rządcówki (dawny budynek administracyjny),
  - budynek spichlerza,
  - dwa budynki folwarczne, połączone ze sobą wspólnym dziedzińcem (budynek stajni od strony wschodniej na rzucie litery „C” oraz budynek stajni od strony północnej),
  - zachowana fragmentarycznie aleja kasztanowców, prowadząca do dawnej rządcówki,
  - teren działek ewidencyjnych nr 394/6 i 394/8, obr. 0011 Widzów.